# McAuley (Manitoba)
McAuley est une communauté du Manitoba située au nord-ouest de Virden située dans la communauté rurale d'Archie.
Cette communauté fut nommée en l'honneur de George W. McAuley qui fut le propriétaire du territoire. Un des arrêts du Canadien Pacifique, le bureau de poste de l'endroit fut jusqu'en 1906 connu sous le nom de Rutherglen en référence à une localité d'Écosse d'où plusieurs colons émigrèrent.

## Référence
- (en) Cet article est partiellement ou en totalité issu de l’article de Wikipédia en anglais intitulé « McAuley, Manitoba » (voir la liste des auteurs).